# Farnham (Canada)
Farnham is een stad (ville) in de Canadese provincie Québec en telt 7955 inwoners (2001).

## Galerij

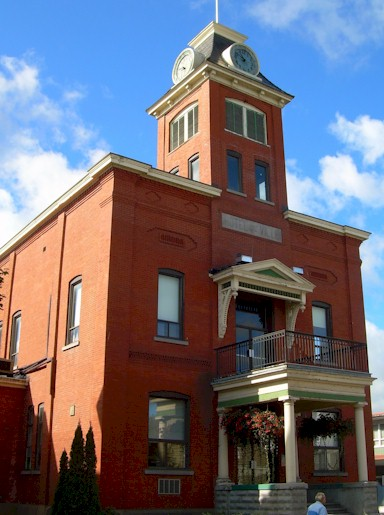
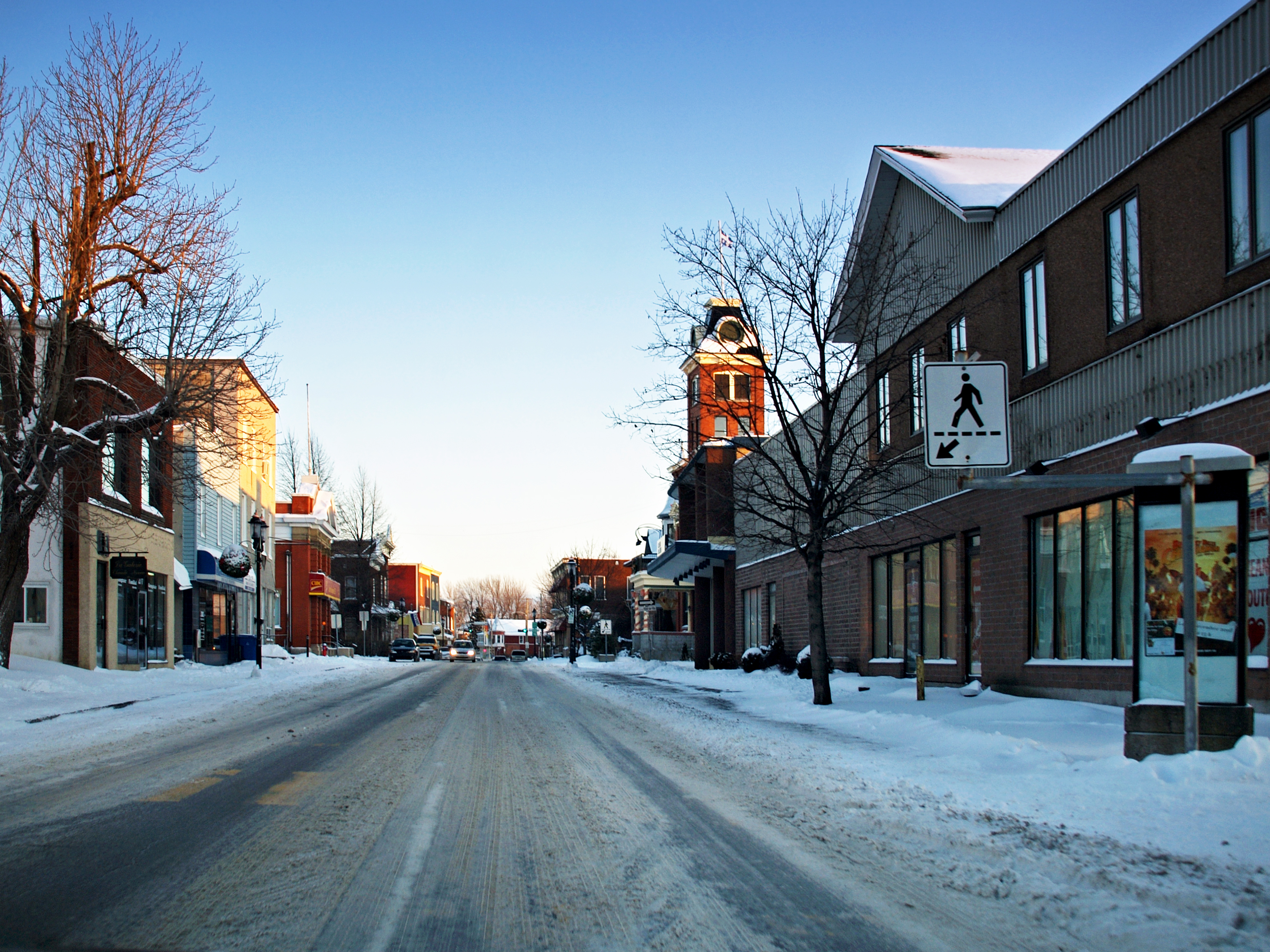
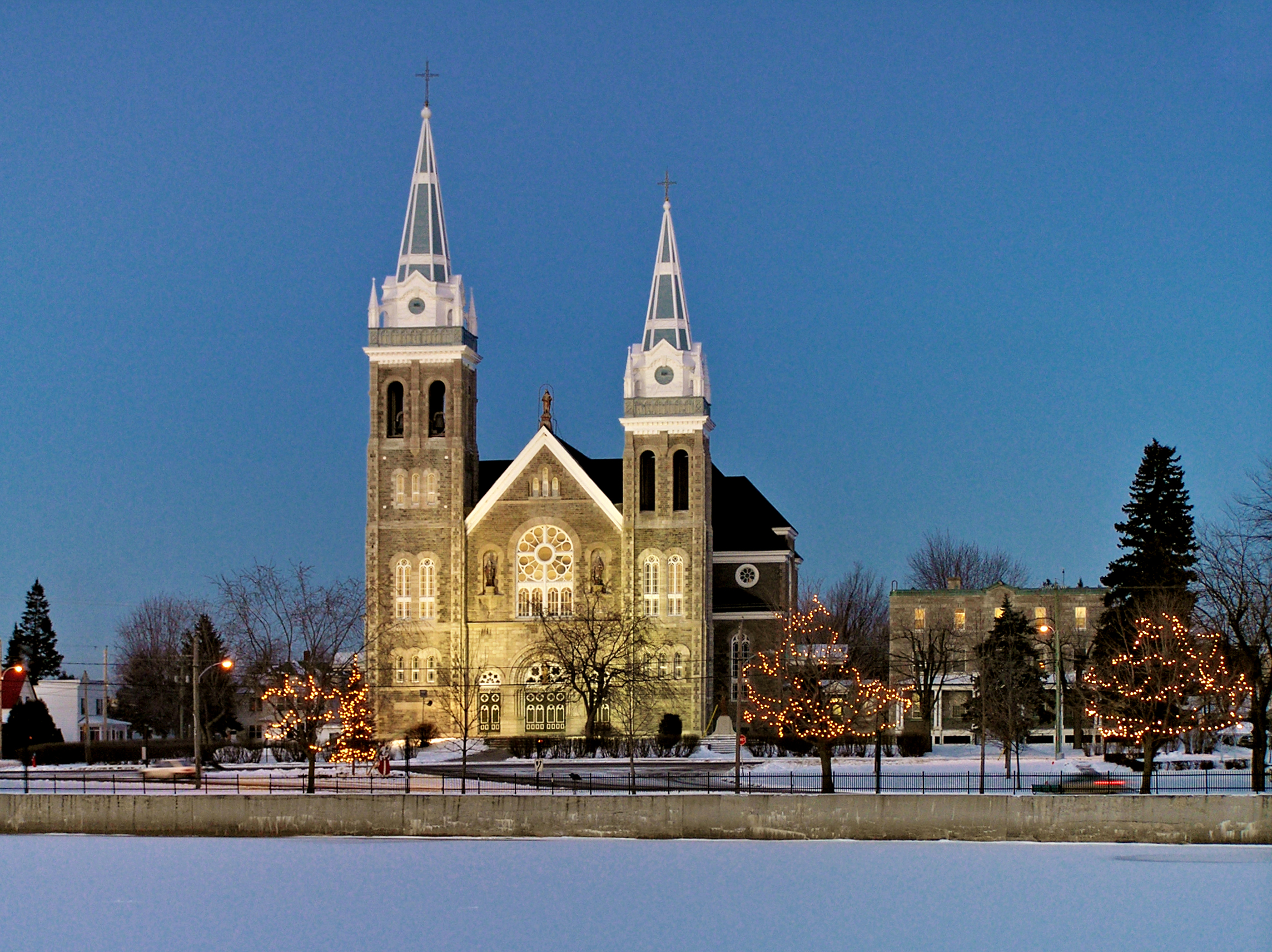
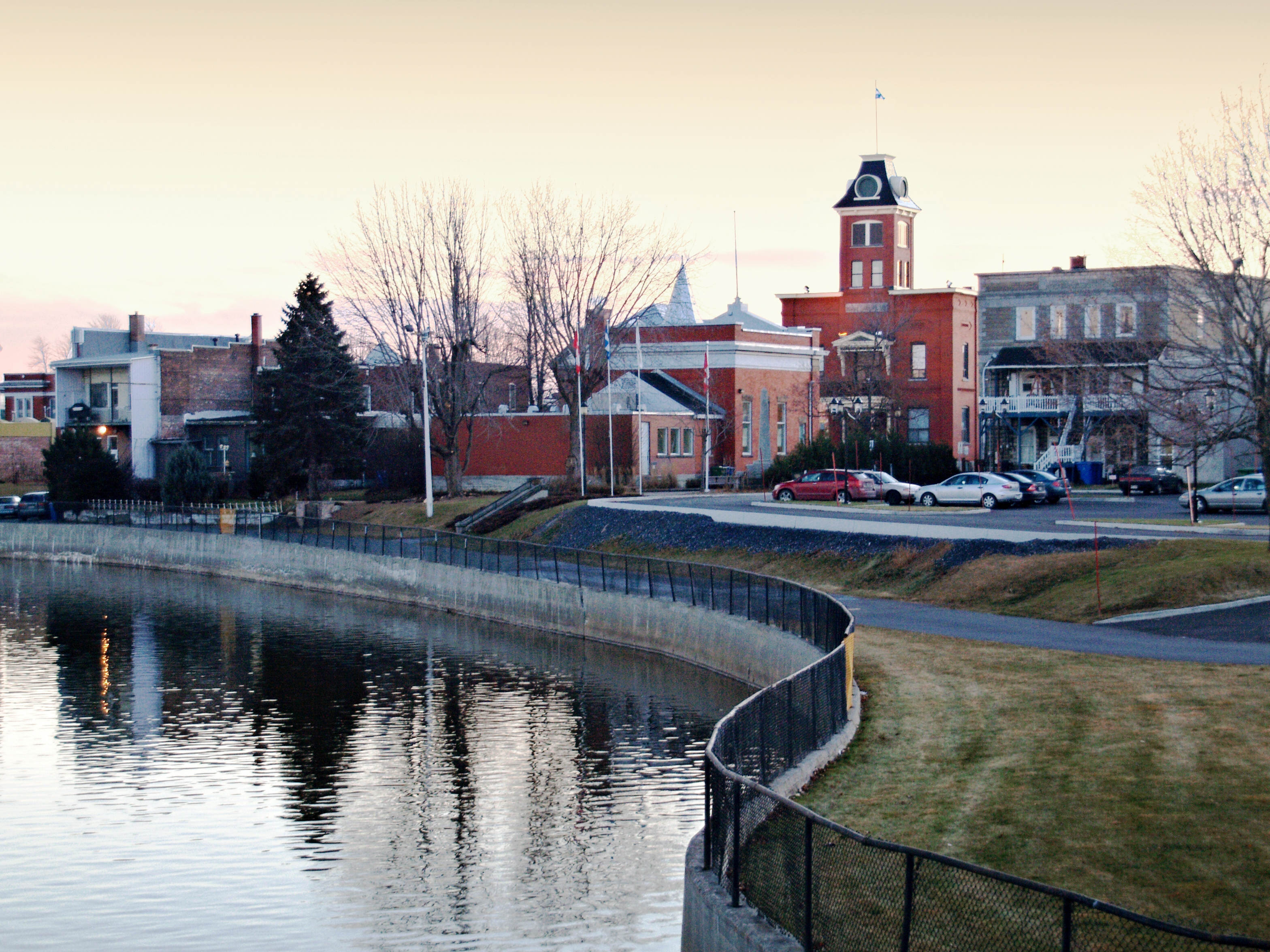